# Аллея Славы (Владикавказ)
Мемориальное кладбище-пантеон «Аллея Славы» — наименование некрополя с многочисленными захоронениями выдающихся людей Осетии. На кладбище захоронены известные представители осетинского народа. Пантеон является одним из самых значимых достопримечательностей Владикавказа и Северной Осетии. Выявленный объект культурного наследия России. Располагается в Затеречном районе города в Красногвардейском парке на левобережной части реки Терек.

## История
Первые захоронения на кладбище-пантеоне появились в 1980-е годы, но хоронили мало, официальное открытие Аллеи Славы торжественно прошло в 2005 году в присутствии президента Республики Северная Осетия-Алания Александра Дзасохова. Памятники изготавливали лучшие скульпторы, облагораживало территорию кладбища Министерство строительства Республики.
В 2016 году на территории кладбище произошёл акт вандализма.

## Захороненные на кладбище
- Абаев, Салат Михайлович — геолог, открывший 29 золоторудных месторождений на Чукотке.
- Агузаров, Тамерлан Кимович — государственный деятель, Глава Республики Северная Осетия — Алания (2015—2016).
- Агузаров, Аслан Феликсович — кавалер ордена «Уацамонга»[1].
- Алагов, Темирби Харитонович — кукурузовод, Герой Социалистического Труда.
- Алборов, Феликс Шалвович — композитор.
- Баева, Альбина Владимировна — танцовщица, хореограф и педагог, народная артистка РСФСР.
- Баллаев, Владимир Давидович — актёр, заслуженный артист РСФСР.
- Бритаев Хаджимурат Елбасдукоевич (1916-2000) — генерал-майор технических войск.
- Бритаева Зарифа Елбыздыкоевна (18.01.1919 - 29.08.2001) — осетинский советский режиссёр, народная артистка России, заслуженный деятель искусств России (1957) и Северной Осетии (1949).
- Бароев, Михаил Сандрович — советский военный деятель, генерал-майор.
- Бекузаров Руслан Камбулатович - советский и российский сельскохозяйственный деятель, Герой Социалистического Труда, заслуженный работник сельского хозяйства Казахской ССР.
- Берёзов, Темирболат Темболатович — советский и российский учёный-биохимик, онколог, публицист, доктор медицинских наук, профессор.
- Борадзов, Алан Георгиевич — российский гос. деятель, председатель правительства РСО-Алания (2004—2005).
- Бочаров, Иван Кириллович — участник Великой Отечественной войны, Герой Советского Союза.
- Билаонова, Долорес-Луиза Николаевна — оперная певица (сопрано), народная артистка России.
- Бирагов, Константин Александрович — актёр, народный артист России.
- Варзиев, Хаджисмел Петрович — танцовщик, артист балета, хореограф и балетмейстер, заслуженный деятель искусств России.
- Ватаев, Бимболат Заурбекович — актёр, народный артист РСФСР.
- Галазов, Ахсарбек Хаджимурзаевич — советский и российский государственный и партийный деятель, педагог. Президент Республики Северная Осетия —Алания в 1994—1998 годах.
- Галкин, Виктор Павлович — участник Великой Отечественной войны, Герой Советского Союза.
- Гиоев, Хасанбек Георгиевич — Заслуженный тренер СССР по вольной борьбе. Арбитр международной категории.
- Гогичев, Исаак Владимирович — актёр, заслуженный артист РСФСР, лауреат Государственной премии РСФСР.
- Даурова, Илита Кирилловна — первая и единственная осетинка лётчик-штурмовик. Участница Великой Отечественной войны.
- Дзантиев, Юрий Александрович — живописец, заслуженный художник РСФСР.
- Дзгоев, Асланбек Захарович — борец вольного стиля, тренер, заслуженный тренер СССР.
- Джанаев, Азанбек Васильевич — живописец, график, народный художник РСФСР.
- Джикаев, Шамиль Фёдорович — филолог, поэт и общественный деятель, профессор, народный поэт Республики Северная Осетия — Алания
- Ермолаев, Александр Александрович — участник Великой Отечественной войны, Герой Советского Союза.
- Кабалоев, Билар Емазаевич — государственный деятель, первый секретарь Северо-Осетинского обкома КПСС
- Кайтуков, Георгий Харитонович — поэт и переводчик, народный поэт Северо-Осетинской АССР, участник Великой Отечественной войны
- Калаев, Семён Дзагеевич — участник Великой Отечественной войны, Полный кавалер Ордена Славы.
- Калоев, Георгий Александрович — участник Великой Отечественной войны.
- Кантемиров, Ирбек Алибекович — артист цирка, наездник-джигит и дрессировщик, народный артист СССР.
- Караев, Александр Акимович — участник Великой Отечественной войны, Герой Советского Союза.
- Караев, Виталий Сергеевич — мэр города Владикавказ.
- Кибизов, Александр Николаевич — участник Великой Отечественной войны, Герой Советского Союза.
- Козонов, Сардион Давидович — участник Великой Отечественной войны, Герой Советского Союза.
- Коняев, Виктор Михайлович — участник Великой Отечественной войны, полный кавалер ордена Славы.
- Кудухов, Бесик Серодинович — борец вольного стиля. Четырёхкратный чемпион мира, чемпион Европы, бронзовый призёр Олимпийских игр в Пекине, серебряный призёр Олимпийских игр в Лондоне.
- Леков, Юрий Николаевич — советский, российский, украинский, первый осетинский оперный режиссёр, основатель и первый художественный руководитель Северо-осетинского государственного театра оперы и балета.
- Марзоев, Станислав Васильевич — российский военачальник.
- Маркус, Яков Львович — российский революционер, народный комиссар просвещения Терской Советской Республики.
- Мильдзихов, Хаджимурза Заурбекович — участник Великой Отечественной войны, Герой Советского Союза.
- Мистулова, Ирина Дзибукаевна — гармонистка, заслуженная артистка России.
- Окунев, Григорий Селиверстович — участник Великой Отечественной войны, Герой Советского Союза.
- Паук, Марина Яковлевна — нефтяник, Герой Социалистического Труда.
- Плиев, Исса Александрович — военачальник, генерал армии, дважды Герой Советского Союза, герой Монгольской Народной Республики.
- Плиев Григорий Дзамболатович (1913-1999) — осетинский поэт, драматург, переводчик.
- Плиев, Христофор Сосланович — композитор, заслуженный деятель искусств РСФСР.
- Саламов, Николай Михайлович — актёр, народный артист СССР.
- Санакоев, Сергей Павлович — скульптор, народный художник РСФСР.
- Семёнов, Дмитрий Владимирович — участник чеченских войн, Герой Российской Федерации.
- Сланов, Константин Гаврилович — актёр, народный артист РСФСР.
- Стыцина, Александр Михайлович — участник Первой чеченской войны, Герой Российской Федерации.
- Суанов, Ким Семёнович — эстрадный певец (тенор), заслуженный артист России.
- Тогузов, Каурбек Темболатович — участник Великой Отечественной войны, Герой Советского Союза.
- Тотиев, Борис Александрович — скульптор, заслуженный художник РФ.
- Туменова, Елена Степановна — актриса, народная артистка РСФСР.
- Ходов, Камал Хазбиевич — поэт, переводчик, литературный критик, обществинный деятель,публицист.
- Ходов, Константин Елизарович — участник Великой Отечественной войны, Герой Советского Союза.
- Хостикоева Зинаида Ахматовна - советская осетинская поэтесса, публицист, общественный деятель.
- Хугаев, Георгий Доментьевич — режиссёр, народный артист РСФСР.
- Худалов, Харитон Алексеевич — советский военачальник.
- Царукаев, Александр Ибрагимович — народный поэт Республики Северная Осетия — Алания.
- Цорионти, Резван Каурбекович — композитор.
- Юльев, Александр Николаевич — участник Великой Отечественной войны, Герой Советского Союза.
- Ядых, Павел Арнольдович — дирижёр, народный артист РСФСР.

## Туризм
Аллея Славы входит в список многих туристических прогулок как горожан, так и гостей города или Республики, являясь историко-культурным памятником столицы Северной Осетии — Алании. На захоронениях на этом кладбище много надгробных памятников, выполненных известными скульпторами. Многие могилы являются памятниками культурного наследия регионального и федерального значения.
В 2010 году местным отделением КПРФ здесь установлен бюст Иосифу Виссарионовичу Сталину, который, по мнению некоторых историков, мог быть осетином.
19 апреля 2017 года на Аллее Славы установлен бюст Василия Маргелова.
В ноябре 2018 года на Аллее Славы был открыт Мемориальный комплекс погибшим сотрудникам МВД, основной составляющей частью которого стала величественная гранитная плита, на которой золотом высечены имена 204 погибших сотрудников органов внутренних дел.